# John O’Neil (rögbijátékos)
John Thomas O’Neil (Faulkton, Dél-Dakota, 1898. október 4. – Los Angeles, Kalifornia, 1950. március 25.) kétszeres olimpiai bajnok amerikai rögbijátékos.
Az 1920. évi nyári olimpiai játékokon az amerikai rögbicsapatban játszott és olimpiai bajnok lett. Az 1924. évi nyári olimpiai játékokon megvédték az olimpiai bajnoki címüket rögbiben.